# Ciclism la Jocurile Olimpice de vară din 2024 - Urmărire feminin pe echipe
Cursa ciclistă de urmărire feminin pe echipe de la Jocurile Olimpice de vară din 2024 a avut loc în perioada 6-7 august 2024 pe Vélodrome de Saint-Quentin-en-Yvelines, Paris.

## Program
Orele sunt ora Franței (UTC+1) 
| Data                    | Timp  | Etapă      |
| ----------------------- | ----- | ---------- |
| Marți, 6 august 2024    | 17:30 | Calificări |
| Miercuri, 7 august 2024 | 12:45 | Primul tur |
| Miercuri, 7 august 2024 | 17:30 | Finale     |

## Rezultate

### Calificări
| Loc | Țară Cicliste                                                                                   | Rezultat | Note |
| --- | ----------------------------------------------------------------------------------------------- | -------- | ---- |
| 1   | Noua Zeelandă · Ally Wollaston · Bryony Botha · Emily Shearman · Nicole Shields                 | 4:04,679 | C    |
| 2   | Statele Unite ale Americii · Jennifer Valente · Lily Williams · Chloé Dygert · Kristen Faulkner | 4:05,238 | C    |
| 3   | Marea Britanie · Elinor Barker · Josie Knight · Anna Morris · Jessica Roberts                   | 4:06,710 | C    |
| 4   | Italia · Letizia Paternoster · Chiara Consonni · Martina Fidanza · Vittoria Guazzini            | 4:07,579 | C    |
| 5   | Germania · Franziska Brauße · Laura Süßemilch · Lisa Klein · Mieke Kröger                       | 4:08,313 | c    |
| 6   | Australia · Georgia Baker · Sophie Edwards · Chloe Moran · Maeve Plouffe                        | 4:08,612 | c    |
| 7   | Franța · Clara Copponi · Valentine Fortin · Marion Borras · Marie Le Net                        | 4:08,797 | c    |
| 8   | Canada · Maggie Coles-Lyster · Sarah Van Dam · Erin Attwell · Ariane Bonhomme                   | 4:12,205 |      |
| 9   | Irlanda · Lara Gillespie · Mia Griffin · Kelly Murphy · Alice Sharpe                            | 4:12,447 |      |
| 10  | Japonia · Yumi Kajihara · Tsuyaka Uchino · Mizuki Ikeda · Maho Kakita                           | 4:13,818 |      |

### Primul tur
| Loc | Serie | Țară Cicliste                                                                                   | Rezultat | Note |
| --- | ----- | ----------------------------------------------------------------------------------------------- | -------- | ---- |
| 1   | 1     | Franța · Clara Copponi · Valentine Fortin · Victoire Berteau · Marion Borras                    | 4:08,292 |      |
| 1   | 2     | Australia · Georgia Baker · Alexandra Manly · Sophie Edwards · Maeve Plouffe                    | 4:09,975 |      |
| 2   | 1     | Germania · Franziska Brauße · Laura Süßemilch · Lisa Klein · Mieke Kröger                       | 4:07,908 |      |
| 2   | 2     | Canada · Maggie Coles-Lyster · Sarah Van Dam · Erin Attwell · Ariane Bonhomme                   | 4:10,471 |      |
| 3   | 1     | Statele Unite ale Americii · Jennifer Valente · Lily Williams · Chloé Dygert · Kristen Faulkner | 4:04,629 | CA   |
| 3   | 2     | Marea Britanie · Elinor Barker · Josie Knight · Anna Morris · Jessica Roberts                   | 4:04,908 | CB   |
| 4   | 1     | Noua Zeelandă · Ally Wollaston · Bryony Botha · Emily Shearman · Nicole Shields                 | 4:04,818 | CA   |
| 4   | 2     | Italia · Elisa Balsamo · Letizia Paternoster · Martina Fidanza · Vittoria Guazzini              | 4:07,491 | CB   |

### Finale
| Loc                            | Țară Cicliste                                                                                   | Rezultat | Note |
| ------------------------------ | ----------------------------------------------------------------------------------------------- | -------- | ---- |
| Finala pentru medalia de aur   |                                                                                                 |          |      |
| 1                              | Statele Unite ale Americii · Jennifer Valente · Lily Williams · Chloé Dygert · Kristen Faulkner | 4:04,306 |      |
| 2                              | Noua Zeelandă · Ally Wollaston · Bryony Botha · Emily Shearman · Nicole Shields                 | 4:04,927 |      |
| Finala pentru medalia de bronz |                                                                                                 |          |      |
| 3                              | Marea Britanie · Elinor Barker · Josie Knight · Anna Morris · Jessica Roberts                   | 4:06,382 |      |
| 4                              | Italia · Elisa Balsamo · Chiara Consonni · Martina Fidanza · Vittoria Guazzini                  | 4:08,961 |      |
| Finala pentru locul 5          |                                                                                                 |          |      |
| 5                              | Franța · Clara Copponi · Valentine Fortin · Marion Borras · Marie Le Net                        | 4:06,987 |      |
| 6                              | Germania · Franziska Brauße · Lena Charlotte Reißner · Lisa Klein · Mieke Kröger                | 4:08,349 |      |
| Finala pentru locul 7          |                                                                                                 |          |      |
| 7                              | Australia · Alexandra Manly · Sophie Edwards · Chloe Moran · Maeve Plouffe                      | 4:11,548 |      |
| 8                              | Canada · Maggie Coles-Lyster · Sarah Van Dam · Erin Attwell · Ariane Bonhomme                   | 4:12,097 |      |